# Маунт-Гоуп (Вісконсин)
Маунт-Гоуп (англ. Mount Hope) — селище (англ. village) в США, в окрузі Грант штату Вісконсин. Населення — 215 осіб (2020).

## Географія
Маунт-Гоуп розташований за координатами 42°58′11″ пн. ш. 90°51′33″ зх. д. / 42.96972° пн. ш. 90.85917° зх. д. (42.969585, -90.859107). За даними Бюро перепису населення США у 2010 році селище мало площу 0,81 км², уся площа — суходіл.

## Демографія
Згідно з переписом 2010 року, у селищі мешкало 225 осіб у 92 домогосподарствах у складі 51 родини. Густота населення становила 277 осіб/км². Було 98 помешкань (121/км²).
Расовий склад населення:
| - 92,0 % — білих - 0,4 % — азіатів - 7,1 % — осіб інших рас |

До двох чи більше рас належало 0,4 %. Частка іспаномовних становила 7,6 % від усіх жителів.
За віковим діапазоном населення розподілялося таким чином: 33,3 % — особи молодші 18 років, 54,7 % — особи у віці 18—64 років, 12,0 % — особи у віці 65 років та старші. Медіана віку мешканця становила 33,5 року. На 100 осіб жіночої статі у селищі припадало 120,6 чоловіків; на 100 жінок у віці від 18 років та старших — 127,3 чоловіків також старших 18 років.
Середній дохід на одне домашнє господарство становив 57 000 доларів США (медіана — 47 917), а середній дохід на одну сім'ю — 71 357 доларів (медіана — 54 583). Медіана доходів становила 40 000 доларів для чоловіків та 31 750 доларів для жінок. За межею бідності перебувало 12,0 % осіб, у тому числі 7,6 % дітей у віці до 18 років та 17,4 % осіб у віці 65 років та старших.
Цивільне працевлаштоване населення становило 96 осіб. Основні галузі зайнятості: роздрібна торгівля — 30,2 %, виробництво — 15,6 %, науковці, спеціалісти, менеджери — 11,5 %, освіта, охорона здоров'я та соціальна допомога — 9,4 %.